# Писоцкий, Анатолий Андреевич
Анато́лий Андреевич Писо́цкий (Песоцкий, укр. Анатолій Андрійович Пісоцький), псевдоним — Андрей Речицкий (укр. Андрій Річи́цький; 1893 — 25 апреля 1934, Баштанка, Одесская область) — украинский политический деятель, член Украинской Центральной рады, 2-й Министр внутренних дел Украинской директории. Один из организаторов Украинской коммунистической партии (УКП). Литературовед, журналист, ученый.

## Биография
Родился в семье зажиточного крестьянина. Учился в Петровской сельскохозяйственной академии (впоследствии — Тимирязевская) в Москве, но не закончил последнего, 4-го курса.
В первые дни Февральской революции 1917 года в Петрограде поступил в местную организации УСДРП. В июле того же года как делегат приехал в Киев на I Всеукраинский рабочий съезд, во время которого был избран во Всеукраинский совет рабочих депутатов и включен в состав Украинской Центральной рады.
25 октября 1917 года во время закрытого заседания Малого Совета вместе с киевскими революционными организациями избран в состав краевого комитета охраны революции на Украине. Как представитель УСДРП 16 ноября 1917 года вошел в состав комиссии законодательных инициатив Украинской Центральной рады. Представлял УСДРП на Съезде советов рабочих, крестьянских и солдатских депутатов Украины (4 декабря — 6 декабря 1917 года).
После гетманского переворота 1918 года оставался на партийной работе, входил в состав Украинского национального союза. Во время противогетманского восстания входил в состав Украинской революционного комитета.
С января 1919 года — один из идеологов «незалежников» и организаторов Украинской коммунистической партии. В 1919—1920 годах — редактор партийного органа — журнала «Красное знамя». Один из идеологов и соавтор (вместе с Михаилом Ткаченко) партийной программы Украинского коммунистической партии, член ЦК УКП.
В 1923—1924 годах возглавлял статистический отдел Украинбанка. После постановления Коммунистического Интернационала о роспуске УКП (24 декабря 1924) вместе с другими членами ЦК УКП присоединился к КП(б)У.
С 1925 года работал заведующим сектором социально-экономической литературы Государственного издательства Украины. В 1928—1930 годах — главный редактор — заместитель председателя правления Государственного издательства Украины (ДВУ). С 1930 года — председатель правления Государственного издательства Украины (ДВУ).
Также с января 1929 года — член Коллегии Народного комиссариата просвещения Украинской ССР. Одновременно — член кафедры национального вопроса ВУАМЛИН, профессор Украинского института марксизма-ленинизма, научный сотрудник Института имени Тараса Шевченко, член редколлегии журнала «Большевик Украины».
Выступал как марксистский публицист, в частности, 1924 в журнале «Красный путь» напечатал исследование «Как Грушевский» исправляет «Энгельса» с критикой труда Михаила Грушевского «Начала гражданства (генетическая социология)» (1921). Был одним из критиков труда Волобуева «К проблеме украинской экономики», создавая этому исследованию имидж «экономической платформы украинского национализма». Был назначен членом комиссии политбюро ЦК КП (б) У по редактированию украинского перевода произведений Ленина. Совместно с Щербаненко редактировал первый украинский перевод 1-го тома Маркса «Капитала» (выходит в 1927 году).
1 марта 1930 на заседании Комиссии по делу издания «Украинской советской энциклопедии» Речицкий был утвержден членом общей редакции коллегии энциклопедии; 7 сентября 1930 постановлением секретариата ЦК КП (б) У — заместителем главного редактора издания.
Временная комиссия ЦК КП (б) У по вопросам выборов действительных членов ВУАН под председательством Панаса Любченко 15 февраля 1933 утвердила Ричицкого кандидатом в академики ВУАН по кафедре «послеоктябрьской литературы».
В 1932—1933 годах принимал активное участие в проведении хлебозаготовок, почти 8 месяцев провел на хлебозаготовительной работе в Арбузинском районе Одесской области.
8 сентября 1933 года был арестован Государственным политическим управлением (ГПУ) УССР по обвинению в принадлежности к «Украинской военной организации», «активной провокаторские контрреволюционной работе, направленной на свержение Советской власти на Украине».
Расстрелян 25 апреля 1934 в селе Баштанка Одесской (теперь — Николаевской) области. Реабилитирован в 1990 году Прокуратурой УССР.